# Katō Kiyomasa
Katō Kiyomasa (加藤 清正 (Gia Đằng Thanh Chính) 25 tháng 7, 1561 – 2 tháng 8 năm 1611) là một daimyō của Nhật Bản thời kỳ Azuchi-Momoyama và thời kỳ Edo.

## Xuất thân và bắt đầu sự nghiệp
Kiyomasa sinh ra tại nơi mà ngày nay là khu Nakamura, Nagoya (hiện nay tọa lạc ở quận Aichi, Aichi, tỉnh Owari). Cha ông là Katō Kiyotada, mẹ ông, Ito, là chị em họ với mẹ của Toyotomi Hideyoshi.. Kiyotada qua đời khi con trai ông (khi đó có tên là Toranosuke) còn nhỏ. Sau đó Toranosuke gia nhập với Hideyoshi, và năm 1576, ở tuổi 15, ông được tặng thưởng 170 thạch. Ông đã chiến đấu trong đội quân của Hideyoshi trong trận Yamazaki và sau đó là trận Shizugatake. Nhờ thành tích có được trong trận Shizugatake, ông trở thành một trong bảy ngọn giáo Shizugatake. Hideyoshi đã trao thưởng cho Kiyomasa 3.000 thạch.
Khi Hideyoshi trở thành Kampaku mùa hè năm 1585, Kiyomasa được phong làm Kazue no Kami (主計頭 - Chúa Kê Đầu). Năm 1586, sau khi tỉnh Higo bị tịch thu từ Sassa Narimasa, ông được thưởng 250.000 thạch đất ở Higo (chiếm phân nửa tỉnh) và được cư trú trong lâu đài Kumamoto.